# Arena Khimki
Arena Khimki (en russe : Арена Химки) est un stade de football situé dans la ville de Khimki, dans la région de Moscou, en Russie. L'équipe du FK Khimki y est domicilié.
Ce stade a accueilli le Dynamo Moscou  et le CSKA Moscou.